# Багров, Анатолий Васильевич
Анато́лий Васи́льевич Багро́в (3 марта 1914, Москва, Московская губерния, Российская империя — 24 августа 1998, Москва, Россия) — советский альпинист, заслуженный мастер спорта СССР (1951), инструктор альпинизма, фотограф. Автор первых восхождений на ряд вершин в горах Алтая, Памира, Тянь-Шаня.

## Биография
Родился 3 марта 1914 года в Москве.
В молодости работал механиком и инженером-технологом на предприятиях авиационной промышленности. Первое знакомство с альпинизмом у Багрова случилось в 1934 году в ущелье Адырсу на Кавказе, в следующем году он посетил Чегемское ущелье. Через 2 года, в 1937 году, он окончил школу инструкторов альпинизма на Алтае. В рамках обучения Багров совершил первые восхождения на алтайские вершины пик Металлург, Иикту и другие.
В 1938 году Багров работал в школе инструкторов в Заилийском Алатау на северо-западае Тянь-Шаня. В этом же году он участвовал в экспедиции в район Узенгигуш на Тянь-Шане, где совершил первое восхождение на пик Печати. В 1939 и 1940 годах Багров работал инструктором в альплагерях общества «Крылья Советов» «Алибеке» (1939 год) и «Баксане» (1940 год).
В 1941 году после начала Великой Отечественной войны Багров добровольцем ушёл на фронт, и осенью 1941 был направлен в Среднеазиатский военный округ в Иран вместе с группой инструкторов горной подготовки. В 1942 году был переведен на Кавказ для работы в первых сборах Школы военного альпинизма и горнолыжного дела Закавказского фронта в Бакуриани. После сборов был отправлен в 242-ю горнострелковую дивизию, в составе которой занимался разведкой и организацией боевого охранения в районах перевалов Твибер и Азау. В феврале 1943 года принимал участие в операции по снятию фашистских вымпелов с Восточной вершины Эльбруса и установке государственного флага СССР. 20 марта 1943 года по приказу 54/н Анатолий Багров был награжден медалью «За отвагу». После Эльбруса Багров был направлен в 406-ю горнострелковую дивизию у турецкой границы, где прослужил до конца войны, также участвуя в учебно-спортивных сборах военных альпинистов. В частности, в 1944 году совместно с инструкторами сборов совершил первое прохождение на вершину Джантуган высотой 4012 метров в ущелье Адылсу по южному ребру, первое восхождение на пик Шота Руставели (4859 метров) с юга и первое зимнее восхождение на Тихтенген (4611 метров) по восточному гребню.
Летом и осенью 1946 года Багров принял участие в экспедиции Спорткомитета СССР на Юго-Западный Памир под руководством заслуженных мастеров спорта СССР по альпинизму Евгения Абалакова и Евгения Белецкого. В рамках экспедиции были совершены первые восхождения на высшую точку Рушанского хребта пик Патхор (6080 м) и на высшую точку Шахдаринского хребта пик Карла Маркса (6726 м). Оба восхождения были совершены штурмовой группой из семи альпинистов: Евгений Абалаков, Евгений Белецкий, Анатолий Багров, Евгений Иванов, П. Семёнов, Александр Сидоренко и Алексей Угаров. В рамках этой же экспедиции Багров руководил первым восхождением на безымянную ранее вершину высотой около 5600 метров, которую восходители назвали пиком Клунникова в честь исследователя Памира геолога Сергея Клунникова, погибшего во время Великой Отечественной войны. Кроме Багрова, на вершину поднялись Алексей Угаров, Мария Потапова, Владимир Тихонравов и П. Семёнов. 27 июля 1946 года Багрову было присвоено звание мастера спорта СССР по альпинизму.
В 1947 году Багров принимал участие в экспедиции Августа Летавета в район ледника Сагран на Памире, совершил первое восхождение на пик Кинохроники. В 1948 году Багров принял участие в экспедиции на Памир, в рамках которой 30 августа было совершено первое восхождением на пик Гармо (6595 м) под руководством В. Иванова (в состав штурмовой группы вошли В. Иванов, А. Багров, В. Мухин, А. Гожев, И. Дайбог, А. Иванов и В. Гусев). Маршрут восхождения проходил по северо-западному гребню по маршруту V-Б категории сложности по советской классификации. Также были совершены первые восхождения на несколько менее высоких вершин: Пик Мирошкина (5900 м), Пик Блещунова (5800 м) и Пик Щербакова (5100 м). В 1949 году в составе экспедиции казахских альпинистов Багров предпринял попытку восхождения на пик Победы (7439 м). С декабря 1949 по 1951 года Багров работал в составе специальной бригады, которая занималась поиском залежей урановой руды в горных хребтах Кодар и Удокан в Забайкалье. В 1951 году Анатолию Багрову было присвоено звание заслуженного мастера спорта СССР по альпинизму.
Кроме альпинизма, Анатолий Багров увлекался фотосъёмкой, в том числе снимал в экспедициях и на восхождениях. В 1948 году его фотографии публиковались в «Окнах ТАСС». Также снимки Багрова можно увидеть в выпусках популярного советского ежегодника по альпинизму «Побеждённые вершины» за 1950 и 1952 года.
В последующие годы Багров больше занимался общественной работой. В 1954 году участвовал в спортивном сборе СО «Динамо» на Кавказе в качестве старшего инструктора, с 1963 по 1967 года он был членом классификационной комиссии Федерации Альпинизма СССР. С 1987 Багров входил в состав Совета ветеранов альпинизма.
Анатолий Васильевич Багров умер 24 августа 1998 года в Москве. Похоронен на Ваганьковском кладбище.

## Комментарии
1. ↑  Вершина носила название пик Снежный, но после восхождения была переименована в честь погибшего участника экспедиции Ивана Васильевича Мирошкина[5].